# Mezőcsokonya
Mezőcsokonya là một thị trấn thuộc hạt Somogy, Hungary. Thị trấn này có diện tích 30,78 km², dân số năm 2010 là 1252 người, mật độ 41 người/km².